# Bamberger Symphoniker

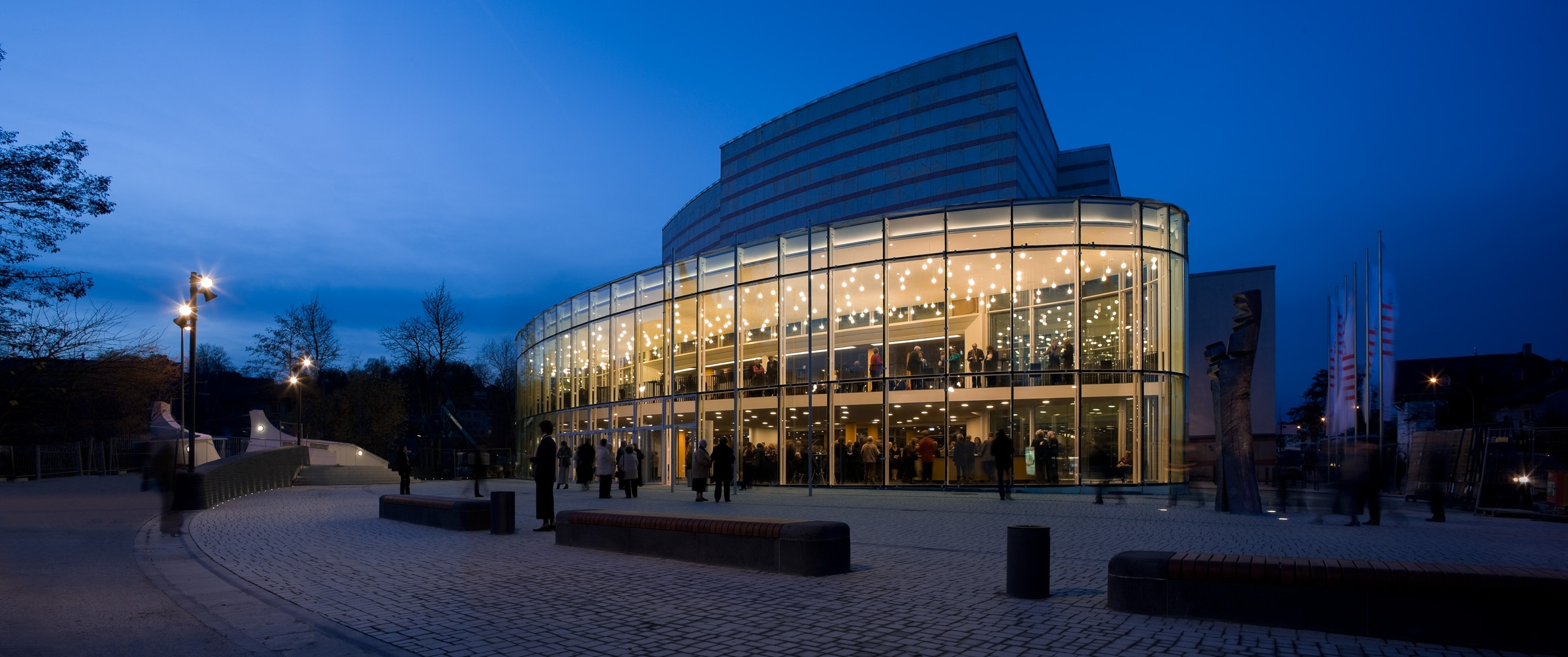
Die Konzerthalle Bamberg, Heimstatt der Bamberger Symphoniker – Bayerische Staatsphilharmonie

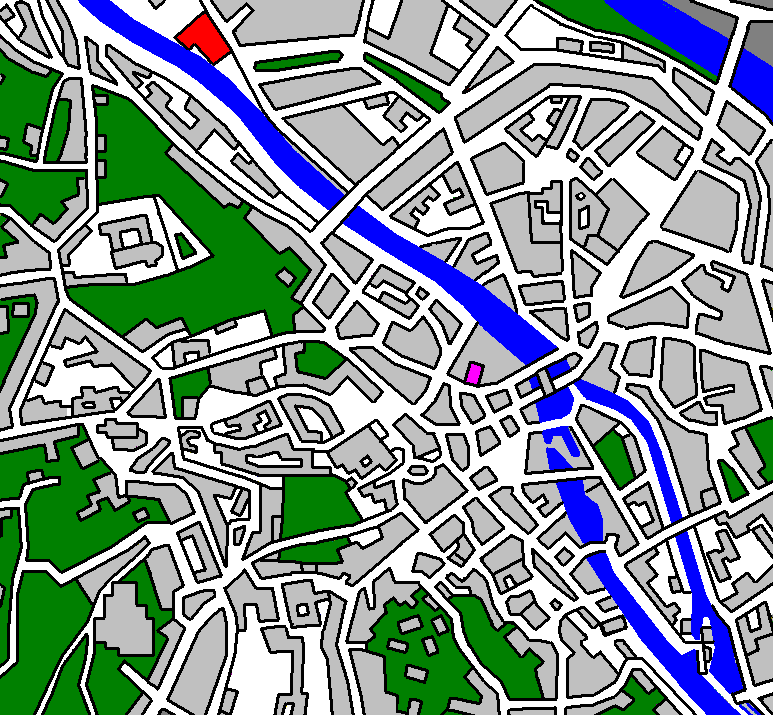
Lage der Konzerthalle

Die Bamberger Symphoniker – Bayerische Staatsphilharmonie sind ein bedeutendes deutsches A-Orchester, das seit seiner Gründung 1946 in Bamberg beheimatet und weltweit als Tourneeorchester unterwegs ist.
Gegründet wurden die Bamberger Symphoniker 1946 unter den entbehrungsreichen Umständen der Nachkriegszeit von Orchestermusikern, die im Zuge der Vertreibung auf Grund der Beneš-Dekrete von Böhmen, Mähren, dem Sudetenland und aus deutschen Städten nach Bamberg gelangten. Den „Kern“ des Orchesters bildeten ehemalige Mitglieder des Deutschen Philharmonischen Orchesters Prag, das am 1. Mai 1945 unter seinem Generalmusikdirektor Joseph Keilberth, im unmittelbaren zeitlichen Vorfeld des Prager Aufstands und des Endes des Zweiten Weltkriegs, sein letztes Konzert gab. Das erste Konzert des Klangkörpers – damals zunächst noch unter dem Namen „Bamberger Tonkünstlerorchester“ – fand am 20. März 1946 im Bamberger Zentralsaal statt und wurde von der Presse überschwänglich besprochen. Im Juli 1946 kam es zur Umbenennung des Orchesters in „Bamberger Symphoniker“.
Das Orchester gilt als herausragendes Reiseorchester und hat seit seiner Gründung über 7500 Konzerte in 64 Ländern und über 530 Städten gegeben. Es arbeitete bis heute mit mehr als 500 Gastdirigenten zusammen. Seit 2004 hat es den Rang eines Staatsorchesters. Seine musikalischen Wurzeln reichen zurück bis zu Mahler und Mozart, und es ist für seinen charakteristisch dunklen, runden und strahlenden Klang bekannt. Seit Herbst 2016 wird das Orchester von seinem in der Reihenfolge sechsten Chefdirigenten, dem Tschechen Jakub Hrůša, geleitet.

## Geschichte

### Gründung und Aufstieg
Schon kurz nach Ende des Zweiten Weltkriegs hatte es 1945 in Bamberg Bestrebungen für eine Orchestergründung gegeben, nachdem aufgrund der Beneš-Dekrete zahlreiche deutschsprachige Spitzenmusiker aus Böhmen und Mähren vertrieben worden waren und sich in Bamberg hinter der tschechischen Grenze sammelten und um ihre Existenz kämpften. Die Mehrheit des Orchesters bildeten mit rund zwei Dritteln ehemalige Mitglieder des Deutschen Philharmonischen Orchesters Prag. Viele der Geflohenen kannten sich aus der Zeit vor Ende des Krieges und standen in engem Austausch miteinander.

### Prager Vorgeschichte der Bamberger Symphoniker
Die Opernszene in Prag entstand bereits im Herbst 1724 im Theater des Grafen Franz Anton von Sporck, dem Gräflich Sporkschen Komödienhaus. Über gut zwei Jahrhunderte hinweg standen sich die deutsche und die tschechische Theater- und Musiktradition gegenüber und wurden in Prag mit- und nebeneinander gelebt. Das Ständetheater wurde zwischen 1781 und 1783 erbaut. Die Wurzeln der Bamberger Symphoniker sollen bis ins Jahr 1783 zurückreichen, als in diesem Haus Mozarts „Don Giovanni“ zur Uraufführung kam. Das damalige Orchester war ein Vorgänger des Klangkörpers, der von 1813 bis 1816 unter Carl Maria von Weber als Operndirektor musizierte. Die letzten Jahrzehnte des 18. Jahrhunderts bis 1862 spielte ein aus deutschen und tschechischen Musikern bestehendes Ensemble im Haus, bis das Nationaltheater (Prag) (Národní divadlo) errichtet wurde. Nach seiner Eröffnung 1883 verblieb das deutsche Ensemble im Ständetheater. Die Eröffnung des Nationaltheaters hatte zur Folge, dass in der deutschsprachigen Bevölkerung Prags der Wunsch nach einer eigenen Opernbühne wuchs. Diese wurde als das Neue Deutsche Theater zwischen 1886 und 1887 fertiggestellt. Zur Premiere am 5. Januar 1888 wurden Wagners Meistersinger von Nürnberg aufgeführt.
Das deutschsprachige Theater in Prag wurde geprägt durch bedeutende Künstler, zu denen etwa Gustav Mahler zählte. Er kam als junger Dirigent im Jahr 1885 nach Prag, verließ die Stadt zwar nach nur einer Saison wieder, kehrte aber mehrmals als Dirigent zurück. Seine Präsenz in Prag hat klare Spuren in der deutschen und tschechischen Theaterwelt hinterlassen. Ihm folgten einflussreiche Persönlichkeiten wie Angelo Neumann als Direktor am Ende des 19. Jahrhunderts, der eine große Wagner-Epoche in Prag gestaltete, und Alexander Zemlinsky, der zwischen 1911 und 1927 für 17 Jahre in Prag gewirkt hat. Mit Georg Szell als Chefdirigent während dieser Zeit kam neueste deutsche, italienische und französische Opernmusik auf die Prager Bühne.
Nach der deutschen Besatzung wurde das Orchester des Neuen Deutschen Theaters aufgelöst und in Reichenberg (Liberec) als „Sudetendeutsche Philharmonie“ neu zusammengestellt. Es dauerte jedoch nur wenige Monate, bis diese unter dem Namen „Deutsches Philharmonisches Orchester Prag“ erneut gegründet wurde. Dieses Orchester wirkte unter der Leitung von Joseph Keilberth in Prag bis zum Ende des Zweiten Weltkriegs. Im Mai 1945, als auf den Straßen Prags der Prager Volksaufstand tobte, begann für die meisten Orchestermusiker eine Geschichte der Flucht. Fast allen gelang es, zu entkommen – vielen bis nach Bamberg, wo sie mit Joseph Keilberth den roten Faden der gemeinsamen Orchestergeschichte wiederaufnahmen. Denn am 9. Februar 1944 hatte das Deutsche Philharmonische Orchester bereits sein zweites Konzert in Bamberg gegeben. „Und, als ob er (Joseph Keilberth) vorausgespürt hätte, dass auch für ihn diese Stadt in wenigen Jahren bis an sein Lebensende größere Bedeutung haben würde, notierte er: ‚Besonders schönes stimmungsvolles Konzert im herrlichen, geliebten Bamberg!‘“
Die Gründung des Orchesters 1946 geht maßgeblich auf das Engagement eines Bürgerkomitees zurück, zu dessen Gründungsmitgliedern Hermann Etzel, Direktor a. D. der Handwerkskammer München, gehörte. Er setzte sich im August 1945 dafür ein, ein eigenes Symphonieorchester in Bamberg zu formieren. 1946 wurden die Bemühungen von Anton Hergenröder und Peter Schneider weiter gesteigert, sodass schließlich die Gründung des Klangkörpers im März 1946 erfolgen konnte und der erste öffentliche Auftritt, damals noch unter dem Namen „Bamberger Tonkünstlerorchester“, im Bamberger Zentralsaal stattfand. Die musikalische Leitung dieses Konzerts lag bei Bertil Wetzelsberger, dem Generalmusikdirektor der Bayerischen Staatsoper in München. Aufgeführt wurden im Rahmen eines Beethoven-Abends die Leonoren-Ouvertüre Nr. 3, das Violinkonzert mit dem Konzertmeister Otto Büchner (1924–2008) als Solist und die Sinfonie Nr. 7. Das Konzert hatte zunächst am 16. März 1946 stattfinden sollen, wurde jedoch auf den 20. März 1946 verlegt, da die ursprünglich im Programm geplante „Eroica“, die als Anknüpfung an den 1. Mai 1945 gedacht war, von der US-Militärregierung nicht genehmigt worden war. Schließlich aber wurde das Premierenkonzert in der Presse als überwältigendes Ereignis gefeiert: „Einen Klangkörper von solch hohen Qualitäten konnte man dann und wann nur als Gast in Bamberg begrüßen. Ihn nunmehr als ‚künstlerisches Eigentum‘ ständig hier zu haben, mutet fast wie ein Geschenk der Musen an… Ein Orchester von Großstadtrang […] ist nun den Musikfreunden unserer Stadt überantwortet. Es liegt jetzt an ihnen, sich dieser einzigartigen Tatsache würdig zu erweisen und die Existenz des Orchesters zu sichern.“
Als erster ständiger Dirigent des Orchesters wirkte Hans Schneider vom 10. März bis 31. Juli 1946, gefolgt von Konrad Lechner, der vom Mozarteum Salzburg nach Bamberg kam. Im Juli 1946 kam es unter seiner Führung zur Umbenennung des Orchesters in „Bamberger Symphoniker“. Am 22. Januar 1947 dirigierte Hans Knappertsbusch, der „erste große Dirigent“, wie es in der Chronik der Bamberger Symphoniker von 1993 heißt erstmals die Bamberger Symphoniker im Rahmen einer „Schubertfeier“. Mit diesem Konzert wurde das Orchester nun „auch in München bekannt“ (Fränkischer Tag, Bamberg, 25. Januar 1947). Mit dem größer werdenden Orchesterkorpus von nunmehr 65 Mitgliedern und der Erweiterung des Repertoires wuchs auch das Bedürfnis, erstklassige Gastdirigenten zu gewinnen. Lechner, der sein Engagement im April 1947 beendet hatte, folgten mit jeweils kurzen Verpflichtungszeiträumen Herbert Albert, zugleich Leiter des Gewandhausorchesters Leipzig, und Georg Ludwig Jochum, zugleich Chefdirigent des Orchesters der Städtischen Bühnen Duisburg, der bis September 1949 am Pult der Bamberger Symphoniker stand.
Eine bedeutende Entwicklung bahnte sich seit Jahresbeginn 1949 an: Die Verbindung zu Joseph Keilberth, der bis zum Kriegsende die „Deutsche Philharmonie Prag“ geleitet hatte, wurde wieder aufgenommen und Keilberth dirigierte am 9. März 1949 sein erstes Konzert in Bamberg. Für die in Prag noch verwurzelten Musiker wurde dieses Konzert „menschlich wie künstlerisch zu einem unvergleichlichen Erlebnis“ und einem Höhepunkt seit Bestehen des Orchesters.

## Chefdirigenten

### Joseph Keilberth
Eine entscheidende Persönlichkeit, eine Schlüsselfigur in der Geschichte der Bamberger Symphoniker, war Joseph Keilberth. Als Generalmusikdirektor der Sächsischen Staatsoper in Dresden und Musikalischer Leiter der Berliner Staatsoper dirigierte er am 9. März 1949 sein erstes Konzert der Bamberger Symphoniker. Auf dem Programm standen Werke von Christoph Willibald Gluck, Wolfgang Amadeus Mozart und Ludwig van Beethoven. Aufgrund seiner früheren Tätigkeit als Chefdirigent des Deutschen Philharmonischen Orchesters Prag kannte er bereits einen Großteil der Musiker: „Ergreifendes Wiedersehen mit den Pragern (eben den vertriebenen Deutschen). Sehr gutes Orchester“, notierte er in seinem Dirigiertagebuch über das erste von ihm geleitete Konzert, das Signalwirkung für die weitere Entwicklung des Orchesters besaß und entsprechend in der Presse kommentiert wurde: „Was bei diesem Wiedersehen (der aus der Beneš-Tschechoslowakei vertriebenen) in den Herzen aufbrach, wurde zum Klang. Die Größe dieser Stunde riß die Bamberger Symphoniker über sich selbst hinaus … Mit dem in allen Teilen des Klangkörpers unvergleichlich spielenden Orchester (samt Koeckert-Quartett) teilte sich J. Keilberth, sichtlich tief bewegt, [in] einen Beifall ohne Beispiel.“
Im Januar 1950 trat Joseph Keilberth offiziell das Chefamt in Bamberg an. Seine künstlerische Arbeit, sein Renommee und seine konsequente Programmgestaltung waren von kaum zu überschätzender Bedeutung für die Konsolidierung und nationale wie internationale Profilierung der Bamberger Symphoniker, deren Historie untrennbar mit seinem Namen verbunden ist. Mit ihm knüpfte das Orchester nicht nur an die alte deutsche Prager Tradition an, auch die namhaften Gastdirigenten und Solisten, die den Einladungen der Bamberger Symphoniker folgten, belegen den wachsenden Ruhm des Klangkörpers, dessen Ruf rasch auch über Bamberg und Franken hinaus ausstrahlte. „‘Blind‘ würde er die Bamberger Symphoniker sogleich erkennen, an ihrem unverwechselbaren, runden Klang, der weichen Fülle der Streicher und der Wärme des Bläsertons, beteuerte Joseph Keilberth“, wie von Karl Schumann in der Chronik der Bamberger Symphoniker von 1993 nachzulesen ist.
Keilberths Zielsetzung war es von Anfang an, die Anzahl der Rundfunkaufnahmen mit den Symphonikern zu erhöhen und eine Deutschland- und eine Auslandsreise mit dem Orchester zu unternehmen (Fränkischer Tag, Bamberg, 26. August 1950). Die erste Deutschlandtournee fand noch vor Keilberths offizieller Verpflichtung von 3. bis 15. November 1949 ins Rheinland statt. Es folgten weitere Reisen. Unter Keilberth waren die Bamberger Symphoniker 1949 das erste deutsche Orchester, das nach Kriegsende nach Frankreich eingeladen wurde. Die offizielle Bindung Keilberths an das Orchester erfolgte mit dem am 1. August 1950 unterzeichneten Vertrag, in dem er die Verpflichtung von mindestens 30 in Deutschland zu dirigierenden Konzerten pro Jahr eingeht und sich Orchesterreisen vorbehielt.
Auf der Rheinland-Tournee 1949 wurden auch die ersten Rundfunkaufnahmen vorgenommen, was den Einstieg der „Bamberger“ ins Mediengeschäft markiert. Im Mai 1950 wurde im Rahmen eines Förderzuspruchs durch den Freistaat Bayern, den Regierungsbezirk Oberfranken und die Stadt Bamberg auch ein Werkvertrag mit dem Bayerischen Rundfunk geschlossen, der eine feste Anzahl von Produktionen vorsah – der Beginn einer bis heute andauernden Medienpartnerschaft. Die damaligen Aufnahmen wurden rasch zu einer unverzichtbaren Existenzgrundlage für das Orchester und halfen, seinen Ruf als Orchester von Rang auch jenseits der Konzertsäle zu befördern.
Zeit seines Amts war Keilberth neben der künstlerischen und programmatischen Entwicklung auch mit der Grundabsicherung des Orchesters befasst, das auf Zuschüsse angewiesen war und dessen Kosten mit der Verpflichtung namhafter Solisten und Dirigenten, aber auch durch die sich häufenden Reisen fortlaufend anstiegen.
Im Jahr 1960 war es Keilberth gelungen, seinen fortwährenden Wunsch, die Zahl der Orchestermitglieder an die anderer bedeutender Klangkörper anzugleichen, zu realisieren (Brief von Joseph Keilberth vom 7. Juni 1958). Zum 1. Oktober 1960 fasste das Orchester 94 Musiker mit 16 ersten und 14 zweiten Geigen, 12 Bratschen, 10 Celli und 9 Kontrabässen.
In der Ära Keilberth waren zahlreiche renommierte Gastdirigenten zu Besuch am Pult der „Bamberger“, darunter Eugen Jochum, Hans Rosbaud, Fritz Lehmann (Dirigent), Georg Solti und Clemens Krauss, zu dem Keilberth ein besonders vertrauensvolles Verhältnis pflegte. Es folgten u. a. Lovro von Matačić, Heinrich Hollreiser, Robert Heger, André Cluytens, Heinz Wallberg und Rudolf Kempe.
Unter Keilberths Ägide begannen die „Bamberger“ ihre Reisetätigkeit aufzunehmen und auszubauen. Zu den Meilensteinen gehört etwa die 26 Konzerte umfassende Südamerika-Tournee von 1962, die ein Gastspiel in Kuba beinhaltete. Die Programmgestaltung umfasste charakteristischerweise Werke von Haydn, Hindemith, Richard Strauss, Beethoven, Tschaikowsky, Egk, Schumann, Schubert, Wagner, Weber, Mozart und Brahms. Im Mai 1963 spielte das Orchester während einer Italien-Tournee erstmals vor dem damaligen Papst Johannes XXIII. 1968 reisten die Symphoniker nach Japan, wo sie insgesamt 12 Konzerte absolvierten. Die Konzertreise wurde zu einem herausragenden Erfolg, der international gewürdigt wurde und einen Höhepunkt in Keilberths Ära markiert. Sein Schaffen mit und bei den „Bambergern“ fand am 20. Juli 1968 ein jähes Ende: Während einer Aufführung von Richard Wagners „Tristan und Isolde“ war er im 2. Aufzug am Dirigentenpult des Nationaltheaters München zusammengebrochen und verstarb. Das menschliche und künstlerische Erbe, das er den Bamberger Symphonikern hinterlassen hat, ist bis heute im Orchester präsent. „Wenige europäische Orchester unserer Tage sind so nachhaltig auf den Musizierstil ihres ersten Chefdirigenten eingeschworen, wie die Bamberger“, kommentierte Karl Schumann in der Orchesterchronik von 1993.
Der große Konzertsaal der Konzert- und Kongresshalle Bamberg, in der die Bamberger Symphoniker seit 1993 beheimatet sind, ist nach Joseph Keilberth benannt.

### Eugen Jochum – James Loughran – Horst Stein
Nach dem tragischen Tod Keilberths übernahm Eugen Jochum die künstlerische Verantwortung für das Orchester. Jochum war seit Juni 1947 mit dem Orchester bekannt. Über einen Zeitraum von 40 Jahren stand er immer wieder am Pult der Bamberger Symphoniker, dies nicht allein in Deutschland und Europa, sondern u. a. auch auf überaus erfolgreichen Japan- und USA-Tourneen. Jochums weltweite Anerkennung als Bruckner-Interpret und seine Erfolge beim Würzburger Mozartfest hatten seinen Ruf lange gefestigt, als er zu den Bamberger Symphonikern als künstlerischer Betreuer kam. Mit wirtschaftlichen Herausforderungen infolge von Zuschusskürzungen konfrontiert, schaffte es Jochum gemeinsam mit engagierten Persönlichkeiten aus Politik und Kultur, die Fördersituation des Orchesters zu stabilisieren und dessen Fortbestehen zu sichern. Die Bindung Jochums an das Orchester wurde zur wichtigen Voraussetzung für dessen künstlerisches Wachsen. In den Jahren 1969 und 1970 wurden Vereinbarungen für feste Konzerte in Bamberg, Bayern und Österreich getroffen und eine gemeinsame England-Tournee für 1972 festgelegt. Zum 25-jährigen Jubiläum des Orchesters im März 1971 fand unter Jochum das offizielle Jubiläumskonzert in Anlehnung an das erste Konzert 1946 statt. Jochum dirigierte Beethovens Ouvertüre „Leonore III“, die Symphonie Nr. 4 und Nr. 3 „Eroica“. Zu den Feierlichkeiten waren namhafte Gäste aus Musik und Politik erschienen und 16 Symphoniker, die seit der ersten Stunde im Orchester mitgewirkt hatten, erhielten von Staatssekretär Erwin Lauerbach den Titel „Kammermusiker“ verliehen.
1971 war auch das Jahr, in dem sich Jochums Bindung an die Bamberger Symphoniker auf eigenen Wunsch hin änderte. Hatte er noch 1968 darauf bestanden, als künstlerischer Betreuer tätig zu sein, so entschloss er sich drei Jahre später, die Position des Chefdirigenten zu übernehmen und nach deren vertraglicher Befristung bis September 1973 weiterhin als Gastdirigent in enger Verbindung mit dem Orchester zu bleiben. Jochums künstlerische Ausrichtung war geprägt von einem klassisch-romantischen Repertoire mit Werken von Mozart, Beethoven, Schubert, Mendelssohn, Weber, Brahms, Bruckner, Richard Strauss und Hindemith. Dieses musikalische Spektrum entsprach dem vom Humanismus geprägten Wesen Jochums. Im letzten Jahr unter seinem Chefdirigat unternahmen die Bamberger Symphoniker eine ausgedehnte USA-Tournee, bei der sämtliche Konzerte von Jochum selbst geleitet wurden. An mehreren Stationen der Reise wirkte Jochums Tochter Veronica Jochum von Moltke als Klaviersolistin mit. Höhepunkt der Tournee war das am 16. März 1973 stattfindende Konzert in der New Yorker Carnegie Hall, in dessen Nachgang die New York Times die Bamberger Symphoniker als „Orchester von Weltgeltung“ betitelte (Nürnberger Nachrichten, Nürnberg, 23. März 1973). Die Tournee wurde ein voller Erfolg und trug nicht nur dazu bei, dass der Klangkörper seine Bekanntheit ausweitete, sondern auch die Stadt Bamberg als Reisedestination internationale Aufmerksamkeit erhielt. Bereits wenige Monate nach der Erfolgstour flogen die Symphoniker erneut über den Atlantik, um Konzerte in Mexiko-Stadt zu geben. Im September endete Jochums Vertrag als Chefdirigent der Bamberger Symphoniker und die Orchesterleitung entschied sich als Nachfolger für den Ungarn István Kertész. Anlässlich seines 76. Geburtstags verliehen die Bamberger Symphoniker Jochum im November 1978 den Titel des „Ehrendirigenten“.
1973 wurde István Kertész, der seit 1959 in einem freundschaftlichen Verhältnis zum Orchester stand und sechs Mal in Bamberg am Pult gestanden hatte, zum neuen Chefdirigenten der Bamberger Symphoniker ernannt. Er kam jedoch wenige Monate vor seinem Amtsantritt, am 16. April 1973, bei einem Badeunfall am Strand von Tel Aviv ums Leben.
In der folgenden Saison 1973/74, die das Orchester ohne Chefdirigenten zu bestreiten hatte, standen nicht weniger als 9 Gastdirigenten am Pult der Bamberger Symphoniker – eine künstlerische Herausforderung, aber auch eine Erweiterung von Sichtweisen und Repertoire, z. B. der Musik des 20. Jahrhunderts. Es folgten in dieser Zeit weitere von der Presse sehr positiv besprochene Schallplattenaufnahmen, u. a. mit dem Bariton und Dirigenten Dietrich Fischer-Dieskau.
Am 1. April 1977 stellte sich schließlich der Schotte James Loughran als Gastdirigent den Bamberger Symphonikern vor. Loughran war Kapellmeister an der Oper in Bonn, Assistent von Constantin Silvestri beim Bournemouth Symphony Orchestra und Nachfolger von John Barbirolli beim Hallé Orchestra Manchester gewesen, bevor er sein Amt als Chefdirigent in Bamberg am 1. September 1979 antrat. Er lenkte, wie schon einige Vorgänger, die öffentliche Aufmerksamkeit auf das Fehlen einer adäquaten Veranstaltungsstätte für das Orchester, das von den akustischen Bedingungen im Bamberger Dominikanerbau stark eingeschränkt musizierte und aufzeichnete. Der im November 1977 eingesetzte „Förderverein Kongreß- und Konzerthalle Bamberg“ wirkte ebenfalls mit Nachdruck daraufhin, einen ausreichend großen und angemessenen Bau in Bamberg zu schaffen.
Loughran änderte das Gesamtkonzept des Orchesters in seiner Amtszeit kaum. Seine mehrfach vorhandenen Verpflichtungen erschwerten schon nach kurzer Zeit die gemeinsame Saisonplanung erheblich. Am 4. Februar 1984 dirigierte Loughran sein letztes Konzert am Pult der Bamberger und die Zusammenarbeit wurde im gegenseitigen Einvernehmen gelöst. Am 31. August 1983 endete sein offizielles Amt. Bis zum Amtsantritt seines Nachfolgers übernahm der polnische Dirigent Witold Rowicki, Leiter der Philharmonie in Warschau, als künstlerischer Interimsleiter das Chefamt bei den Bamberger Symphonikern. Die Zusammenarbeit mit ihm währte bis zu seinem Todesjahr 1989.
Ab 1985 hatte sich dann Horst Stein für den Posten des Chefdirigenten verpflichten lassen. Er hatte bereits 1946 seinen Einstand am Pult der Bamberger Symphoniker gegeben. Bis dato war er als künstlerischer Leiter des Orchestre de la Suisse Romande in Genf tätig gewesen und hatte sich als Dirigent bei den Bayreuther Festspielen und als wiederholter Gast der Opernhäuser in Hamburg und Wien einen Namen gemacht. Steins klangliche Vorstellungen deckten sich weitgehend mit dem des Orchesters und da er in den 1950er-Jahren als Assistent von Joseph Keilberth tätig gewesen war, knüpfte er an die gemeinsame Klangtradition an. Sein Debüt als Chefdirigent feierte er in dieser Tradition am 25./26. September 1985 mit Prokofieffs Violinkonzert Nr. 2, g-moll, op. 63 und Anton Bruckners Symphonie Nr. 6, A-Dur im Bamberger Dominikanerbau. Dem Konzert folgte die Ankündigung, dass das Orchester einen Kooperationsvertrag mit dem Schallplattenlabel Ariola eingehe, der ersten festen Produktionskooperation seit Jahren, die für dessen Aufnahmetätigkeit von großer Bedeutung war. Zu den Meilensteinen gehörte z. B. die Gesamteinspielung der Schubert-Symphonien in Zusammenarbeit mit dem Bayerischen Rundfunk im Jahr 1986. Es folgten Einspielungen von Werken der Komponisten Johannes Brahms, Richard Strauss, Max Reger, Robert Schumann, Paul Hindemith und Hans Pfitzner – teils ebenfalls in Zusammenarbeit mit dem Bayerischen Rundfunk.
Horst Stein dirigierte das Orchester in insgesamt mehr als 500 Konzerten in Bamberg und außerhalb. Er bekleidete sein Amt bis 1996. Die Ernennung zum Ehrendirigenten der Bamberger Symphoniker im März 1996 fiel mit einem „doppelten“ Jubiläumskonzert zusammen: sein 450. Auftritt mit dem Orchester, zugleich das Festkonzert zum 50-jährigen Jubiläum der Bamberger Symphoniker.
Für die 50. Jubiläumssaison 1995/96 stellte das Orchester die Symphonien Bruckners in den Fokus, dessen Todestag sich im Jahr 1996 zum 100. Mal jährte. Neben Host Stein leiteten u. a. Herbert Blomstedt, Carl Saint Clair, Giuseppe Sinopoli, Manfred Honeck, Kurt Sanderling, Christoph Eschenbach, Ingo Metzmacher und Günter Wand das Orchester. Horst Stein hatte seinen Posten bis 1996 inne. Im Jahr seines Ausscheidens als Chefdirigent wurde er zum Ehrendirigenten des Orchesters ernannt.
Gemeinsam mit Horst Stein reisten die Bamberger Symphoniker durch Deutschland und in die europäischen Musikmetropolen sowie mehrfach nach Asien und Südamerika, aber auch nach Ägypten und in die Türkei. Auch das erste Konzert der Bamberger Symphoniker in Prag, der Stadt ihrer historischen Wurzeln, fand 1991 unter seiner Leitung statt. Nachdem am 25. November 1989 der Spatenstich zum Bau der neuen Konzerthalle gefeiert worden war, leitete Stein im September 1993 das Eröffnungskonzert in der neu errichteten Konzerthalle Bamberg mit der Sinfonie Nr. 8 von Gustav Mahler, der „Sinfonie der Tausend“. Die erste Saison im neuen Haus wurde mit einem sehr breiten Programm gefeiert, das in Summe 18 Gastdirigenten nach Bamberg brachte und die Anzahl der Konzerte erheblich erweiterte: Im ersten Jahr wurden 39 Konzerte vor insgesamt 52.000 Zuhörern aufgeführt. Obwohl sich Stein dem romantischen Repertoire und den Werken des 19. Jahrhunderts verbunden fühlte, galt sein besonderer Einsatz den Werken der zeitgenössischen Musik z. B. von Günther Bialas, Werner Egk, Paul Hindemith oder Rudolf Kelterborn, der ihm seine 4. Symphonie gewidmet hatte. Stein wurde 1993 mit dem Kulturpreis der Bayerischen Landesstiftung geehrt, da er wesentlich dazu beigetragen habe, den Ruf dieses international bedeutsamen Orchesters zu festigen.

### Jonathan Nott
Ab Januar 2000 war Jonathan Nott Chefdirigent in Bamberg und übernahm mit riesigem Erfolg das Erbe seiner Vorgänger am Pult des traditionsreichen Klangkörpers. Mit ihm setzte eine Neuprofilierung des Orchesters ein, die eine verstärkte Hinwendung zur Musik des 20. Jahrhunderts und der Gegenwart einschließt.
Im Oktober 2011 stand er in einem Sonderkonzert zum 500. Mal am Pult „seines“ Orchesters. „Together, I think they’ve created one of the most exciting partnerships in orchestral music“, schrieb der britische Guardian über die Bayerische Staatsphilharmonie und Jonathan Nott. Im September 2011 verlängerte Jonathan Nott seinen Vertrag in Bamberg bis zum Jahr 2016.
Mit den Bamberger Symphonikern war Jonathan Nott regelmäßig bei allen wichtigen nationalen und internationalen Festivals zu Gast, darunter das Edinburgh International Festival, die Salzburger Festspielen, das Festival der Weißen Nächte in St. Petersburg, das Lucerne Festival, das Pekinger Musik Festival, dem sich die 3. Japan-Tournee – die insgesamt 12. Reise nach Japan in der Orchesterhistorie- und eine Konzertreise nach Spanien und Andorra in der Folgesaison anschlossen. Weitere Reisen führten Nott und sein Orchester wiederholt ins Lincoln Center nach New York und quer durch Europa mit Konzerten in Paris, Madrid, Brüssel, Wien, Luxembourg, London, Wien und Berlin. Der Auftritt in Castel Gandolfo zu Ehren Papst Benedikt XVI. anlässlich des 1.000-jährigen Bistumsjubiläums in Bamberg gehört zu den besonders erinnerungswürdigen Auslandskonzerten. Im Sommer des „Wagner-Jahres“ 2013 waren er und die Bamberger Symphoniker „orchestra in residence“ des Lucerne Festivals und führten Richard Wagners Ring des Nibelungen mit internationaler Starbesetzung auf. 2015 kehrten sie wieder und präsentierten Giuseppe Verdis Falstaff. In den letzten Jahren der Ära Nott unternahm das Orchester weitere Ferntourneen, darunter nach China und Südamerika.
Unter Jonathan Nott haben sich die Bamberger Symphoniker in der jüngeren Vergangenheit auf verschiedensten Repertoire-Feldern profiliert. Schwerpunkte in Jonathan Notts Amtszeit waren die Sinfonik Franz Schuberts, Ludwig van Beethovens und Johannes Brahms’, die klassische Moderne um Béla Bartók und Igor Strawinsky, aber auch das Schaffen György Ligetis. Werke von Jörg Widmann, Wolfgang Rihm, Mark-Anthony Turnage und Bruno Mantovani gelangten unter Jonathan Nott in den Konzerten der Bamberger Symphoniker zur Ur- oder deutschen Erstaufführung, zudem verantwortete er konzertante Aufführungen von Beethovens Fidelio und Richard Wagners Ring des Nibelungen und Tristan und Isolde.
Zuletzt rückte vor allem die Musik Mahlers in den Fokus des Orchesters. Längst gelten die Bamberger Symphoniker als eines der führenden Mahler-Orchester weltweit. Im Jahre 2013 vollendeten sie den CD-Zyklus sämtlicher Symphonien von Gustav Mahler – eine Gesamteinspielung, deren einzelne Aufnahmen über die Jahre hinweg immer wieder mit renommierten Preisen ausgezeichnet wurden wie dem MIDEM Classical Award oder dem Internationalen Schallplattenpreis „Toblacher Komponierhäuschen“.
Die gemeinsame Diskografie Jonathan Notts und der Bamberger Symphoniker umfasst darüber hinaus Aufnahmen von Anton Bruckners Sinfonie Nr. 3 (Erstfassung 1873), Franz Schuberts Sinfonien Nr. 1–8 zuzüglich zeitgenössischen Werken zum Thema „Schubert“, Igor Strawinskys Le sacre du printemps und Sinfonie in drei Sätzen sowie Leoš Janáčeks Sinfonietta, Taras Bulba und die Suite aus Das schlaue Füchslein.

### Jakub Hrůša
Im Herbst 2016 trat Jakub Hrůša die Nachfolge von Jonathan Nott an und wurde der sechste Chefdirigent in der Geschichte der Bamberger Symphoniker. Mit ihm steht erstmals ein Tscheche dem Orchester als Chefdirigent vor und spannt 70 Jahre nach der Gründung die Brücke zu den Ursprüngen der Bamberger Symphoniker. Der in Brno geborene Hrůša ist designierter Musikdirektor der Royal Opera, Covent Garden (Musikdirektor ab 2025), Erster Gastdirigent der Tschechischen Philharmonie und Erster Gastdirigent des Orchestra dell’Accademia Nazionale di Santa Cecilia. Er ist der Opus Klassik-Dirigent des Jahres 2023. Von 2009 bis 2015 war er Musikdirektor und Chefdirigent von PKF-Prague Philharmonia. Hrůša ist regelmäßig zu Gast bei den namhaftesten Orchestern der Welt, darunter etwa den Wiener Philharmonikern, Berliner Philharmonikern, dem Tonhalle-Orchester Zürich, dem Royal Concertgebouw Orchestra, dem Mahler Chamber Orchestra oder dem New York Philharmonic. Auch als Operndirigent ist er gefragt und leitete u. a. Produktionen bei den Salzburger Festspielen, der Wiener Staatsoper, dem Royal Opera House, Covent Garden, und der Opéra National de Paris. Er ist regelmäßig zu Gast beim Glyndebourne Festival und fungierte drei Jahre lang als Musikdirektor von Glyndebourne On Tour.
Hrůša pflegt den unverwechselbaren „böhmischen Klang“ und setzt programmatisch sowohl auf Meisterwerke der Musikgeschichte als auch auf Uraufführungen und Entdeckungen. Die erste gemeinsame CD erschien bereits kurz nach Amtsantritt Hrůšas im Oktober 2016. Auf dem Label Tudor erschien Bedrich Smetanas „Má vlast“ (Mein Vaterland).
Seitdem arbeiteten Orchester und Dirigent neben anderen Projekten vor allem an einer Brahms-Dvořák-Edition. Auf jeder der vier bereits erschienenen CDs des Projekts wird eine Sinfonie von Brahms einer Sinfonie von Dvořák gegenübergestellt. Eine weitere bedeutende Arbeit sind die Symphoniezyklen von Beethoven, Bruckner, Mahler und Martinů. Ziel ist dabei die Erkundung deutsch-tschechischer Musiktradition.
Das erste Album der Brahms-Dvořák-Edition aus Oktober 2018 sorgte nicht nur in Deutschland, sondern auch international für zahlreiche positive Kritiken. Unter anderem schrieb das BBC Music Magazine über die Aufnahme: „Das Orchesterspiel ist absolut erstklassig, mit einem wirklich unverwechselbaren Solo-Blas- und Blechbläserspiel, das zur wunderschönen mitteleuropäischen Wärme der Streicher passt und Hrůšas Konzept der Musik absolut überzeugend macht.“ Der zweite Teil der Brahms-Dvořák-Edition erschien im Juni 2019 und umfasst die 3. Symphonie von Brahms und die 8. Symphonie von Dvořák. Das dritte Album wurde im August 2022 mit der 2. Symphonie von Brahms und der 7. Symphonie von Dvořák veröffentlicht. Album Nummer vier, das 2022 den Zyklus beschloss, stellt Brahms Symphonie Nr. 1 und 8 Ungarische Tänze Dvořáks Symphonie Nr. 6 gegenüber.
Unter der Leitung von Jakub Hrůša wurde das Orchester bereits auf zahlreiche Festivals eingeladen und spielte internationale Tourneen. Im August 2018 waren sie mit Dvořáks Requiem beim Edinburgh International Festival und gaben noch im selben Monat ihr Debüt beim Grafenegg Festival in Österreich. 2018 tourten sie außerdem durch Skandinavien und spielten Dvořák, Martinu und Brahms im Koncerthuset Copenhagen und im Koncerthuset in Göteborg. Sie kehrten zum 15. Mal nach Japan zurück, zum ersten Mal unter der Leitung von Jakub Hrůša. Dort spielten sie Mahler 3 unter anderem in der Suntory Hall in Tokio.
Im Mai 2019 eröffneten die Bamberger Symphoniker unter der Leitung ihres tschechischen Chefdirigenten das 74. Musikfestival Prager Frühling mit der berühmten symphonischen Erzählung „Má vlast“ ihrer böhmischen Heimat. Dieser Auftritt war der Beginn ihrer europäischen Gastspielreise mit „Má vlast“ und brachte sie zum Festspielhaus Baden-Baden, zur Tonhalle Maag in Zürich, zum Kongress in Innsbruck, zur LAC Lugano Arte e Cultura in Lugano, zur Elbphilharmonie Hamburg, zum Kurhaus Wiesbaden, zum Concertgebouw in Amsterdam und zur Royal Albert Hall in London für die BBC Proms. Unmittelbar im Anschluss an die Gastspielreise nahmen die Bamberger Symphoniker am 25./26. Juni 2019 im Bamberger Joseph-Keilberth-Saal Smetanas „Má vlast“ in einer Direct-to-disc-Aufnahme auf. Diese außergewöhnliche Aufnahme wurde ausschließlich auf Vinyl als nummerierte und limitierte Edition veröffentlicht.
Die folgenden Touren mit Chefdirigent Jakub Hrůša in der Saison 2019/2020 sowie während der Pandemie ab 2020/21 und danach bis 2024 ließen das Orchester in Spanien und China, der Schweiz, in Tschechien, Frankreich, Österreich, Italien und Belgien, Island und den USA gastieren. Auch wurde Hrůša Präsident der Jury von The Mahler Competition, dem mittlerweile bedeutendsten Dirigentenwettbewerb seiner Art, welcher 2023 zum siebten Mal in Bamberg stattfand.
Unter Hrůša wurden die gemeinsamen CD- und Studioproduktionen fortgesetzt. Die regelmäßigen Mitschnitte und Produktionen mit renommierten Künstlerinnen und Künstlern am Pult und am Instrument finden weitreichend öffentliche und fachliche Beachtung. So hat Hrůša als Dirigent zahlreiche Auszeichnungen und Nominierungen für seine Diskographie erhalten. Zuletzt wurde er mit den Bamberger Symphonikern 2023 und 2022 mit dem ICMA-Award für Symphonische Musik für seine Aufnahmen von Rotts Symphonie Nr. 1 und Bruckners Symphonie Nr. 4 ausgezeichnet. 2023 wurde er für die Aufnahme von Rotts Symphonie Nr. 1 zudem zum Opus Klassik-Dirigent des Jahres ernannt.
Hrůša erhielt als erster Preisträger den Sir-Charles-Mackerras-Preis im Jahr 2015. 2020 wurde er mit dem Antonín-Dvořák-Preis der Tschechischen Akademie für klassische Musik ausgezeichnet. Im gleichen Jahr erhielten die Bamberger Symphoniker als Orchester unter seiner Leitung den Bayerischen Staatspreis für Musik. Nachdem Hrůša im April 2023 zum Ehrenmitglied der Royal Academy of Music in London ernannt worden war, bekam er am 16. November 2023 den Kulturpreis Bayern für seine Verdienste um die Bamberger Symphoniker verliehen.

## Intendanten, Ehren- und Gastdirigenten

### Intendanten
- 1946–81: Hella Rappoldi
- 1981–95: Rolf Beck
- 1996–97: Francis Hunter
- 1999–2001: Matthias Weigmann
- 2002–08: Paul Müller
- 2008–13: Wolfgang Fink
- seit 2013: Marcus Rudolf Axt

### Ehrendirigenten
Erster Ehrendirigent in der Geschichte des Orchesters war Eugen Jochum, 1996 wurde Horst Stein als zweiter Dirigent mit diesem Titel ausgezeichnet. Im März 2006 wurde Herbert Blomstedt zum Ehrendirigenten der Bamberger Symphoniker auf Lebenszeit ernannt. Er gab im Dezember 1982 sein Debüt am Pult der Bamberger Symphoniker und dirigierte am 18. Februar 2007 sein 100. Konzert des Orchesters. Der 1927 in den USA geborene Schwede gilt heute als der älteste noch aktive Dirigent weltweit. Mehr als 200 Konzerte in Bamberg und bei Auslandsgastspielen hat Blomstedt bis heute mit dem Orchester gegeben, das eine sehr enge künstlerische Beziehung und persönliche Freundschaft mit ihm pflegt. Auch Einspielungen gehören zum gemeinsamen musikalischen Erbe. Herbert Blomstedt und das Orchester veröffentlichten 2019 gemeinsam eine CD mit Gustav Mahlers 9. Sinfonie bei Accentus Music.
Seit 2016 ist ebenfalls Christoph Eschenbach Ehrendirigent der Bamberger Symphoniker. Er debütierte als Klaviersolist am 1. Oktober 1965 bei einem Gastspiel des Orchesters in der Bayreuther Stadthalle, als Dirigent erstmals im Jahre 1977. Seit dieser Zeit stand Eschenbach dem Orchester in Bamberg wie auch bei Tourneen u. a. in die Vereinigten Staaten, nach Südamerika, Japan, Frankreich, Österreich, Ungarn, ins Baltikum und in den Oman vor. Bis Saisonende 2024 stand er fast 200 Mal in diesem halben Jahrhundert am Pult des Orchesters, mit dem ihn eine große Künstlerfreundschaft verbindet. Die Gesamteinspielung aller Schumann-Symphonien zählt zu den Höhepunkten in der Zusammenarbeit zwischen Eschenbach und den Bamberger Symphonikern.
Am 11. November 2023 wurde Manfred Honeck als fünfte Dirigentenpersönlichkeit zum Ehrendirigenten der Bamberger Symphoniker ernannt. Seine Zusammenarbeit mit dem Klangkörper reicht bis in die 1980er-Jahre zurück, als er noch am Beginn seiner Karriere stand. Auch seine ersten CD-Aufnahmen machte er Anfang der 1990er-Jahre mit dem Orchester. 109 gemeinsame Konzerte bildeten den gemeinsamen Weg von Honeck mit den Symphonikern bis zu seiner Ernennung. Die meisten Konzerte leitete er in Bamberg, er empfing das Orchester aber ebenfalls regelmäßig bei den Internationalen Wolfegger Konzerten, deren Künstlerischer Leiter Honeck ist.

### Gastdirigenten
Zu den Gastdirigenten, die die Bamberger Symphoniker bis heute dirigierten, gehörten und gehören (Auswahl alphabetisch sortiert) Semjon Bytschkow, Riccardo Chailly, Sergiu Celibidache, Christoph von Dohnányi, Gustavo Dudamel, Christoph Eschenbach, Ádám Fischer, Iván Fischer, Rafael Frühbeck de Burgos, Alan Gilbert, Daniel Harding, Paul Hindemith, Heinrich Hollreiser, Manfred Honeck, Marek Janowski, Mariss Jansons, Paavo Järvi, Rudolf Kempe, Aram Khatchaturian, Hans Knappertsbusch, Clemens Krauss, Ferdinand Leitner, Witold Lutosławski, Ingo Metzmacher, Kent Nagano, Andris Nelsons, Václav Neumann, Roger Norrington, Antonio Pappano, Krzysztof Penderecki, Mstislav Rostropovich, Witold Rowicki, Kurt Sanderling, Wolfgang Sawallisch, Lahav Shani, Giuseppe Sinopoli, Sir Georg Solti, Günter Wand und David Zinman.
Zwischen 1995 und 1999 war Ingo Metzmacher Erster Gastdirigent der Bamberger Symphoniker. In dieser Zeit entstand eine als diskografischer Meilenstein zu betrachtende Gesamtaufnahme der Symphonien 1–6 von Karl Amadeus Hartmann.
Eine enge künstlerische Zusammenarbeit verbindet die Bamberger Symphoniker seit 2005 mit dem britischen Dirigenten Robin Ticciati. Von 2010 bis 2013 bekleidete er die Position des Ersten Gastdirigenten. Mit ihm haben die Bamberger Symphoniker zwei CDs mit Werken von Johannes Brahms, eine Einspielung von Anton Bruckners f-Moll-Messe sowie eine Aufnahme von Antonín Dvořáks Symphonie Aus der neuen Welt veröffentlicht.

## Nationale und internationale Konzerttätigkeit

### Konzertreisen von den Anfängen bis heute
Seit ihren Anfängen gelten die Bamberger Symphoniker als eines der reisefreudigsten Orchester Deutschlands. Sie begleiteten als erste nach dem Zweiten Weltkrieg offizielle Staatsdelegationen ins Ausland und waren das erste deutsche Orchester, das seinerzeit zu Besuch in Frankreich war.
Mit Ausnahme Australiens bereiste das Orchester in seiner Geschichte alle Kontinente. Seit seiner Gründung hat es über 7500 Konzerte in 63 Ländern und über 500 Städten der Welt gespielt. Alleine 1200 Konzerte davon gaben die „Bamberger“ im Ausland. Zu den Bamberger Symphonikern gehören aktuell Musikerinnen und Musiker aus rund 25 Nationen (Stand aller Zahlenangaben: November 2023).
1949 gaben die Bamberger Symphoniker, wie oben erwähnt, als erstes deutsches Orchester nach dem Zweiten Weltkrieg Konzerte in Frankreich, 1950 folgte eine Reise nach Spanien und Portugal, 1954 trat das Orchester auf seiner ersten Südamerika-Tournee in Mexiko und Havanna auf. Im Jahr 1962 flogen die Bamberger erneut nach Südamerika zu einer ausgedehnten, 26 Konzerte umfassenden Tournee, die sich über 6 Wochen erstreckte und die bis dato längste für das Orchester war. 1968 ging die Reise erstmals nach Japan, 1969 in den Iran und Ägypten. An den Reisestationen des Orchesters lässt sich bis heute Zeit- und Kulturgeschichte ablesen. 1971 gastierten die Bamberger Symphoniker erneut als erstes deutsches Orchester nach Ende des Zweiten Weltkriegs diesmal in der New Yorker Carnegie Hall. 1982 besuchten sie erstmals Hongkong und 1986 China, wo sie seither regelmäßig zu Gast sind. Als der „Eiserne Vorhang“ fällt, sind die Bamberger Symphoniker sogleich unterwegs in die baltischen Staaten und nach Albanien, natürlich auch nach Tschechien. Die bis heute über Jahrzehnte hinweg gepflegten Freundschaften mit Dirigenten, Klangkörpern, Veranstaltungshäusern, Städten und Kulturbotschaftern begründen das gewachsene Netzwerk der Bamberger Symphoniker, das die Welt umspannt.

### Die Corona-Pandemie-Jahre
Erst die Corona-Pandemie brachte von 2020 bis 2022 die erste ernsthafte Reisezäsur für das Orchester. Zahlreiche Projekte und Reisen, die bereits geplant waren, mussten verschoben oder aufgegeben werden. Das Orchester reiste während der Pandemie lediglich nach Wien, Hamburg und Baden-Baden, wo es mit Gustav Mahlers 2. Sinfonie gastierte, sowie nach Paris, um Mahlers 9. Sinfonie zu spielen. Ersatzkonzerte wurden über Live-Streamings im Fernsehen mit medici.tv, im Radio und im Internet zu Gehör gebracht. Mit der ihrer ersten rein digitalen Uraufführung „Reflections of hope – A symphonic answer to the Corona pandemic“ von Eduard Resatsch setzten die Bamberger Symphoniker im Mai 2020 ein musikalisches Zeichen in der Pandemie. Resatschs Werk betrachtet die Welt im Ausnahmezustand. Eine Besonderheit seiner Komposition ist der von den Orchestermitgliedern in ihrer jeweiligen Muttersprache gesprochene Mittelteil, in dem Pandemie-Begriffe rezitiert werden.
Eine weitere besondere Herausforderung stellte die Durchführung des Dirigenten-Wettbewerbs „The Mahler Competition“ im Juni 2020 dar, da die Einreisebestimmungen für die Jurymitglieder und Kandidaten aus rund 50 Ländern fortlaufend verändert wurden. Auch das gemeinsame Musizieren wurde durch die wechselnden, teil zwischenzeitlich verschärften Hygienebestimmungen und Abstandsregeln erschwert. Eine Luftströmungsmessung, bei der von externen Experten untersucht wurde, welche Luftströme beim Spielen aus den Instrumenten entweichen, trug dazu bei, dass die Orchestermusiker und das Publikum mit Einführung pandemischer Lockerungen wieder gemeinsam die Konzertsäle des Hauses füllen durften. Im Herbst des Jahres 2020 gelang es dem Orchester durch eine Podiumserweiterung für die insgesamt 100 Musiker mit Richard Strauss‘ Eine Alpensinfonie 200 Zuhörer live zu begrüßen. Die Musiker konnten dabei abstandsgerecht, jedoch ohne musikalische Distanz zueinander platziert werden, und es gelang dem Orchester trotz einschneidender Regelungen zu einer raumfüllenden Darbietung zurückzufinden.

### Nachhaltigkeitsstrategie des Reiseorchesters
Als die Bamberger Symphoniker im Frühjahr 2021 ihre Reisetätigkeit wieder aufnehmen konnten, betonte Intendant Marcus Rudolf Axt im Rahmen eines Pressegesprächs einen Aspekt, den das Öffentlichkeitsinteresse neben der Musik besonders in Anspruch nehme: die Nachhaltigkeitsstrategie des Orchesters. „Für Reisen in Zentraleuropa haben wir beschlossen, ausschließlich mit dem Zug zu fahren. Wenn wir fliegen müssen, sollen es Direktflüge sein. Die Emissionen wollen wir mit Projekten kompensieren, die im Zielland nachhaltig etwas bewirken.“, so Axt. Seit 2021 wurden so Kompensationsprojekte in Frankreich, auf dem spanischen Festland und den Kanaren sowie am Heimatstandort Bamberg unterstützt. Wie ihr Intendant haben auch die Orchestermusiker ein „entscheidendes Interesse daran, den Klassikapparat nachhaltiger umzubauen“. In Sachen Nachhaltigkeit gelten die Bamberger Symphoniker damit als „Orchester der ersten Stunde“.

## Finanzierung
Im Jahr 2004 wurden die Bamberger Symphoniker durch ein neues Landesgesetz, das alle Fraktionen des Bayerischen Landtags gebilligt haben, zur Bayerischen Staatsphilharmonie ernannt. Die Finanzierung der Stiftung Bamberger Symphoniker – Bayerische Staatsphilharmonie erfolgt durch Zuwendungen des Freistaats Bayern, der Stadt Bamberg, des Bezirks Oberfranken und des Landkreises Bamberg.
Das Orchester erhält überdies die Unterstützung der „Freunde der Bamberger Symphoniker e. V.“, der Förderstiftung der Bamberger Symphoniker sowie diverser Mäzene und Sponsoren.

## Engagements und Initiativen

### Dirigentenwettbewerb: The Mahler Competition
Seit 2004 richten die Bamberger Symphoniker alle drei Jahre in der Konzerthalle Bamberg „The Mahler Competition“ aus. Der Dirigentenwettbewerb, der sich dem künstlerischen Credo und der Persönlichkeit seines Namensgebers Gustav Mahler verpflichtet fühlt, konnte sich umgehend in der vordersten Riege vergleichbarer Veranstaltungen etablieren. Die siebte Ausgabe fand im Juli 2023 statt. Das Repertoire des Wettbewerbs speist sich, seiner programmatischen Ausrichtung entsprechend, immer aus der Sinfonik und dem Liedschaffen Gustav Mahlers, daneben aus wechselnden Werken der Tradition bis hin zu Kompositionen der Gegenwart. Der Wettbewerb bietet immer die Bühne für eine Uraufführung in der Tradition Mahlers, der selbst auch als Dirigent tätig war.
Als Preise sind ausgeschrieben: für den 1. Platz 30.000,- Euro, für den 2. Platz 20.000,- Euro, für den 3. Platz 10.000,- Euro. Darüber hinaus gibt es einen Sonderpreis für die „Beste Interpretation des zeitgenössischen Werks“, der mit 7500,- Euro dotiert ist sowie einen Sonderpreis, der mit einer Studioproduktion mit den Bamberger Symphonikern für BR-Klassik honoriert wird.

#### Gewinner
Gewinner des 1. Wettbewerbs 2004 wurde der Venezolaner Gustavo Dudamel, der von Bamberg aus seine Weltkarriere startete. Aus dem 2. Wettbewerb 2007 ging die Südkoreanerin Shi-Yeon Sung als Gewinnerin mit einem 2. Preis hervor, nachdem in jenem Jahr kein 1. Platz vergeben worden war. Sie stand seither als Assistant Conductor beim Boston Symphony Orchestra, an der Königlichen Schwedischen Oper in Stockholm, beim Philharmonischen Orchester Rotterdam und dem Los Angeles Philharmonic am Pult. Beim 3. Wettbewerb 2010 wurde der Lette Ainārs Rubiķis mit dem 1. Preis ausgezeichnet. Im Folgejahr erhielt er den Young Conductors Award bei den Salzburger Festspielen, debütierte später u. a. an der Lyric Opera in Chicago wie auch an der Finnischen Nationaloper und war von 2018 bis 2022 Generalmusikdirektor der Komischen Oper Berlin. Den 4. Wettbewerb gewann 2013 der Israeli Lahav Shani, der als heute international gefeierter Dirigent danach mehrfach auch am Pult in Bamberg zu erleben war. Shani ist seit der Saison 2020/21 Chefdirigent des Israel Philharmonic Orchestra und ab 2026 Chefdirigent der Münchner Philharmoniker. Beim 5. Wettbewerb 2016 gewann Kahchun Wong aus Singapur, der bis 2022 als Chefdirigent der Nürnberger Symphoniker tätig war, ab der Saison 23/24 die Position des Chefdirigenten des Japan Philharmonic Orchestra übernommen hat und für sein intensives Engagement um die deutsch-singapurischen Kulturbeziehungen das Verdienstkreuz der Bundesrepublik Deutschland erhielt. Im Dezember 2021 dirigierte Wong die Silvesterkonzerte der Bamberger Symphoniker mit Beethovens „Neunter“. Den 6. Wettbewerb 2020 entschied der Brite Finnegan Downie Dear für sich, der heute Musikdirektor der Shadwell Opera in London ist. Den 1. Preis beim 7. Wettbewerb gewann 2023 der Italiener Giuseppe Mengoli, in einem Feld mit 19 Wettbewerbsteilnehmenden (aus insgesamt 350 Bewerbungen) aus 57 Ländern.
Jakub Hrůša, Juryvorsitzender und Chefdirigent der Bamberger Symphoniker, sagte über den Gewinner: „Giuseppe Mengoli (…) erbrachte in allen Runden eine absolut überzeugende Leistung mit einer perfekten Kombination aus Kenntnis der Partitur und einem außerordentlich natürlichen Gefühl für Musik. Er besitzt eine ausgeprägte Fähigkeit, die Musiker und das Publikum gleichermaßen durch seine musikalische Sprache zu inspirieren, die direkt zu den Herzen der Zuhörer spricht.“

#### Jury
Den Vorsitz der Jury von „The Mahler Competition“ hat Jakub Hrůša seit 2020 inne (Präsident der Jury), die Schirmherrschaft übernahm bei allen bisherigen Austragungen die Enkelin Gustav Mahlers, Marina Mahler. Die Jury setzt sich traditionell aus Dirigenten, Komponisten, Intendanten, Managern und einem Orchestervertreter zusammen. Mehrfach waren Komponisten, die im Gremium mitwirkten, auch mit einem eigenen Werk im Wettbewerbsrepertoire vertreten.
Zu den Jurymitgliedern zählten u. a. Ernest Fleischmann (2004/2007), Herbert Blomstedt (2007/2010), Esa-Pekka Salonen (2004), Magnus Lindberg (2004), Mark-Anthony Turnage (2007), Matthias Pintscher (2010), Jiri Belohavek (2016), Sir Neville Marriner (2016) und Lahav Shani (2020). Die Jury im Wettbewerbsjahr 2023 bestand aus Marina Mahler (Schirmherrin des Wettbewerbs und Ehrenmitglied der Jury) und Jakub Hrůša mit Thomas Hampson, Barbara Hannigan, Juanjo Mena, Miroslav Srnka, John Storgards, Deborah Borda, Martin Campbell-White, John Carewe, Ara Guzelimian, Pamela Rosenberg, Mark Stringer, Marcus Rudolf Axt und Mayra Budagjan.

### Orchesterakademie
Die 2010 gegründete Orchesterakademie der Bamberger Symphoniker wurde zu Ehren des ersten Chefdirigenten Joseph-Keilberth-Orchesterakademie benannt. Die Akademie verfolgt das Ziel, die Klangtradition des Orchesters an nachfolgende Generationen weiterzugeben und den künstlerischen Nachwuchs auf Karrierewege bei international renommierten Spitzenorchestern vorzubereiten. Der besondere Fokus liegt auf dem praktischen Austausch zwischen universitärer Lehre und Orchesteralltag und den Nachwuchskünstlern mit den erfahrenen Orchestermusikern. Neben der möglichst perfekten Beherrschung des eigenen Instruments werden in den Workshops und Arbeitsphasen Disziplin, Zusammenspiel, Agilität und Reaktionsfähigkeit geschult, die in der maximal zweijährigen Akademiezeit den Grundstein für eine nachfolgende Orchesterkarriere legen sollen. Den Höhepunkt der Akademiezeit stellt das gemeinsame Kammerkonzert der Stipendiatinnen und Stipendiaten mit Orchestermitgliedern dar, zu dem eigene Programme entwickelt werden. Bis zum Jahr 2023 haben mehr als 50 Geförderte die Orchesterakademie durchlaufen und Engagements bei renommierten Klangkörpern im In- und Ausland erhalten.
Voraussetzungen für die Teilnahme an der Orchesterakademie sind:
- ein abgeschlossenes oder laufendes Studium an einer Musikhochschule
- Altershöchstgrenze: 26 Jahre (zum Zeitpunkt des Probespiels)
- bestandenes Probespiel
- Bestehen der Probezeit (4 Monate)
- gute Deutschkenntnisse

### Chor der Bamberger Symphoniker
1983 gründete Rolf Beck den Chor der Bamberger Symphoniker. Das Repertoire des Chores reichte von weltlichen und geistlichen A-cappella-Stücken bis hin zu großen vokalsymphonischen Werken der letzten drei Jahrhunderte. Im Frühjahr 2022 gab der Chor seine Auflösung bekannt.

### Ensembles
Bereits seit den 1960er-Jahren pflegen die Bamberger Symphoniker die Tradition des Kammermusizierens. Eine Auswahl der Ensembles nach Gründungsjahren:
- 1963 Bamberger Barock-Ensemble

- 1965: Bläservereinigung der Bamberger Symphoniker
- 1974: Streichquintett der Bamberger Symphoniker
- 1975: Bamberger Streichquartett
- 1978: Genberg-Trio
- 2003: Berganza-Quartett
- 2011: fattoamano
- 2014: Bamberg Baroque

### Junge Deutsche Philharmonie
Seit der Spielzeit 2015/2016 besteht die Kooperationen zwischen den Bamberger Symphonikern und der Jungen Deutschen Philharmonie (JDP). Jonathan Nott, der zu diesem Zeitpunkt noch als Chefdirigent in Bamberg amtierte, initiierte den gemeinsamen Austausch, der heute einen festen Platz in der Education-Arbeit der Bamberger Symphoniker besitzt. Im Rahmen eines Mentoring-Programms werden Nachwuchsmusiker der Jungen Deutschen Philharmonie dabei auf ihrem Berufsweg ins Orchester gefördert, indem sie in Workshops, Registerproben und Coachingformaten mit Orchestermusikern arbeiten. Vier Mal war die JDP bereits in Bamberg zu Besuch und hat ihr Können im Konzertsaal unter Beweis stellen können.

## Konzerthalle Bamberg
Von 1950 bis 1993 war der so genannte „Kulturraum“, die ehemalige Dominikanerkirche mit angrenzendem Kloster, Domizil des Orchesters.
Seit 1993 treten die Bamberger Symphoniker in der für sie errichteten Konzerthalle Bamberg auf, die zwischen November 1989 und September 1993 erbaut worden war. Sie besteht aus dem bis zu 1.440 Personen fassenden Joseph-Keilberth-Saal, dem Hegel-Saal mit einer Kapazität von 667 Plätzen und einem großzügigen Foyer. Für die Bamberger Symphoniker war der Umzug in die Konzerthalle Bamberg ein Meilenstein, da das Gebäude nicht nur kapazitär, sondern insbesondere akustisch den Ansprüchen von Klangkörper und Publikum entsprechen konnte. 2008 erfolgte eine klangliche Optimierung des Joseph-Keilberth-Saals durch den japanischen Akustikdesigner Yasuhisa Toyota, in deren Folge der Bühnenaufbau in eine neue, halbkreisförmige und ansteigende Orchesteraufstellung geändert wurde. Toyota zeichnete u. a. verantwortlich für die Akustik der Suntory Hall in Tokio, der Walt Disney Concert Hall in Los Angeles, der Philharmonie in Paris, der Elbphilharmonie in Hamburg, dem Pierre-Boulez-Saal in Berlin wie auch der Isarphilharmonie im Gasteig in München. Der Erzählung nach hatte Toyota mit 18 Jahren ein Konzert der Bamberger Symphoniker gehört, das ihm so nachhaltig im Gedächtnis geblieben sei, dass er sich viele Jahre später für die akustische Renovierung des Joseph-Keilberth-Saals gewinnen ließ. Der Saal gilt heute als „Bayerns bester Konzertsaal“.
2009 wurde die Konzerthalle einer umfassenden Renovierung und Modernisierung nach einer Idee des Designers Peter Schmidt unterzogen. Der Joseph-Keilberth-Saal, und das Foyer erhielten ein neues Farbkonzept. Damit einher ging eine räumliche Erweiterung des Foyers durch zwei neue gläserne Anbauten. Neu gestaltet ist auch der Vorplatz der Konzerthalle, auf dem eine gemeinhin als „Stimmgabel“ bezeichnete Skulptur des Künstlers Erwin Wortelkamp aufgestellt wurde.

## Uraufführungen
- Hans-Jürgen von Bose: Werther-Szenen. Ballett (1989)
- Friedrich Cerha: Bagatelle (2016, Dirigent: Jonathan Nott)
- Chaya Czernowin: Once I blinked nothing was the same / a large scale miniature (2015, Dirigent: Jonathan Nott)
- Bernd Richard Deutsch: Phantasma (2022, Dirigent: Jakub Hrůša)
- Moritz Eggert: Adagio – An Answered Question (1996, Dirigent: Horst Stein); Die Bamberger Symphoniker gehen zum Konzert (Text: Paul Maar) (2011, Dirigent: Jonathan Nott)
- Gottfried von Einem: Nachtstück (op. 29, 1962, Dirigent: Joseph Keilberth)
- Detlev Glanert: Allegro furibondo (2019, Dirigent: Jakub Hrůša)
- Georg Friedrich Haas: Zugabe (2016, Dirigent: Kah Chun Wong)
- Toshio Hosokawa: Umarmung. Licht und Schatten (2016, Dirigent: Jakub Hrůša)
- York Höller: Aufbruch (1989, Dirigent: Hans Zender)
- Simon Holt: an icicle of moon (2014, Dirigent: Karl-Heinz Steffens)
- Rudolf Kelterborn: Sinfonie Nr. 4 (1987, Dirigent: Horst Stein)
- Horst Lohse: Bamberg Symphony (1986, Dirigent: Horst Stein); Die vier letzten Dinge (Quasi una Sinfonia da Requiem) (1997, Dirigent: Aldo Brizzi)
- Bruno Mantovani: Mit Ausdruck (2003, Dirigent: Jonathan Nott); Time stretch (on Gesualdo) (2006, Dirigent: Jonathan Nott)
- David Matthews (* 1943): Nachtgesang (2016, Dirigent: Jérémie Rhorer)
- Wolfgang Rihm: Verwandlung 4 (2008, Dirigent: Jonathan Nott)
- Johannes X. Schachtner: Konzert für Violine und Orchester (2023, Dirigent: Jakub Hrůša)
- Thomas Daniel Schlee: Bis (2017, Dirigent: Manfred Honeck)
- Iris Szeghy: Offertorium (Text: Emily Dickinson) (2021, Dirigent: Jakub Hrůša)
- Mauricio Sotelo: Bruckner Nachklang (2014, Dirigent: Jonathan Nott)
- Erkki-Sven Tüür: Tormiloits (Incantation of Tempest) (2015, Dirigent: Jakub Hrůša)
- Mark-Anthony Turnage: Juno und The Torino Scale (aus: Asteroids) (2007, Dirigent: Jonathan Nott)
- Jörg Widmann: Lichtstudie I (2001, Dirigent: Christoph Poppen), Lied für Orchester (2003, Dirigent: Jonathan Nott), Das heiße Herz und Bamberger Marsch (2018, Dirigent: Jakub Hrůša)
- Walter Zimmermann: Äthermühle (2016, Dirigent: Kahchun Wong)
- Eduard Resatsch: Reflections of Hope (2020 – erste rein digitale Uraufführung der Bamberger Symphoniker)

## Diskografie (Auswahl)
Seit 1950 besteht zwischen den Bamberger Symphonikern und dem Bayerischen Rundfunk eine enge Medienpartnerschaft, die mittlerweile mehr als 2.500 für den Rundfunk aufgenommene Werke sowie eine über die Jahrzehnte gewachsene Diskografie hervorgebracht hat. Zu den gemeinsamen Produktionen gehören die Erstfassung von Bruckners dritter Symphonie sowie Werke von Janáček und Strawinsky. Aufnahmen großer Werk-Zyklen erfolgten u. a. mit Horst Stein (Schubert, Brahms und Reger), Christoph Eschenbach (Schumann), Claus Peter Flor (Mendelssohn), Hans Stadlmair (Raff) oder Ingo Metzmacher (Hartmann). Mit Jonathan Nott spielte das Orchester sämtliche Symphonien Schuberts sowie zeitgenössische Werke zum Thema „Schubert“ ein.
Das Orchester verbindet darüber hinaus mit der Deutschen Grammophon und Accentus Music eine enge Partnerschaft, die im Laufe der letzten Jahrzehnte vielzählige, teils preisgekrönte Veröffentlichungen hervorgebracht hat.
Ein künstlerisches Großprojekt, das die Bamberger Symphoniker unter Jonathan Nott fast zehn Jahre lang produziert haben, ist die Einspielung sämtlicher vollendeter Symphonien von Gustav Mahler. Einzelne Aufnahmen daraus wurden von der internationalen Presse hoch gelobt und erhielten angesehene Auszeichnungen.
Im Jahr 2023 haben die Bamberger Symphoniker mit Jakub Hrůša ihren viel beachteten Brahms-Dvořák-Zyklus vollendet.
Die nachfolgende Diskografie umfasst lediglich eine Auswahl der Erscheinungen:
- Johannes Brahms: Symphonie Nr. 4, Antonín Dvořák: Symphonie Nr. 9 „Aus der Neuen Welt“. Brahms-Dvořák-Zyklus mit Jakub Hrůša: Vol. 1. 2 CD-Album, Tudor 1744 SACD Hybrid
- Johannes Brahms: Symphonie Nr. 3, Antonín Dvořák: Symphonie Nr. 8. Brahms-Dvořák-Zyklus mit Jakub Hrůša: Vol. 2. 2 CD-Album, Tudor 1743 SACD Hybrid
- Johannes Brahms: Symphonie Nr. 2, Antonín Dvořák: Symphonie Nr. 7. Brahms-Dvořák-Zyklus mit Jakub Hrůša: Vol. 3. Tudor 1742 SACD Hybrid
- Johannes Brahms: Symphonie Nr. 1 und 8 Ungarische Tänze, Antonín Dvořák: Symphonie Nr. 6. Brahms-Dvořák-Zyklus mit Jakub Hrůša: Vol. 4. Tudor 1741 SACD Hybrid
- Johannes Brahms: Nänie, Gesang der Parzen, Alt-Rhapsodie, Schicksalslied. Dirigent: Robin Ticciati, Chor des Bayerischen Rundfunks, Alt: Alice Coote. Tudor CD 7167 SACD Hybrid
- Johannes Brahms: Haydn-Variationen, Serenade Nr. 1 D-Dur op. 11, Ungarische Tänze Nrn. 1, 3 & 10. Dirigent: Robin Ticciati. Tudor CD 7183 SACD Hybrid
- Max Bruch: Schottische Fantasie, Violinkonzert Nr. 1, Romanze für Violine und Orchester. Dirigent: Ion Marin, Violine: Guy Braunstein. Tudor CD 7188 SACD Hybrid
- Anton Bruckner: Sinfonie Nr. 3 (Wagner-Sinfonie, Erstfassung von 1873). Dirigent: Jonathan Nott. Tudor CD 7133 SACD Hybrid
- Anton Bruckner: Messe Nr. 3 f-Moll. Dirigent: Robin Ticciati. Sopran: Hanna-Elisabeth Müller, Alt: Anke Vondung, Tenor: Dominik Wortig, Bass: Franz-Josef Selig, Chor des Bayerischen Rundfunks. Tudor CD 7193 SACD Hybrid
- Anton Bruckner: Sinfonie Nr. 4 (Romantische, Fassung von 1878/1880). Dirigent: Horst Stein. CD Eurodisc/BMG Ariola 257 873
- Anton Bruckner: Sinfonie Nr. 4 (3 Versionen + alternative Sätze und Fragmente). Dirigent: Jakub Hrůša. Accentus Music ACC30533 (4 CDs)
- Anton Bruckner: Sinfonie Nr. 8 (Fassung von 1890). Live-Mitschnitt aus der NHK Hall Tokyo vom 15. September 1982. Dirigent: Eugen Jochum. CD Altus ALT 022/023 (2 CDs) und DVD Altus ALTDVD001
- Antonín Dvořák: Sinfonie Nr. 9 Aus der Neuen Welt, Amerikanische Suite. Dirigent: Robin Ticciati. Tudor CD 7194 SACD Hybrid
- Antonin Dvořák: Symphonie Nr. 9. Dirigent: Jakub Hrůša. Direct-to-Disc-Recording (limitiert, nummeriert auf 1893 Stück), Accentus Music (3 LPs)
- Petr Eben: Konzert für Orgel und Orchester Nr. 1 (Symphonia Gregoriana). Dirigent: Gabriel Feltz, Orgel: Gunther Rost. Oehms Classics OC 643
- Petr Eben: Landscapes of Patmos, Okna, Konzert für Orgel und Orchester Nr. 2. Dirigent: Gabriel Feltz, Orgel: Gunther Rost, Trompete: Tine Thing Helseth, Schlagzeug: Babette Haag. Oehms Classics OC420
- Joseph Eybler, Johann Nepomuk Hummel, Franz Krommer: Eybler und Krommer: Klarinettenkonzerte, Hummel: Einleitung, Themen und Variationen op. 102. Dirigent: Hans Stadlmair, Klarinette: Eduard Brunner. Tudor CD 782
- Alberto Ginastera: Konzert für Violoncello und Orchester Nr. 1 op. 36, Konzert für Violoncello und Orchester Nr. 2 op. 50. Dirigent: Lothar Zagrosek, Violoncello: Mark Kosower. Naxos 8.572372
- Karl Amadeus Hartmann: Sinfonie Nr. 1 (Versuch eines Requiems), Bohuslav Martinů: Mahnmal für Lidice, Luigi Nono: Canti di vita e' d'amore, Arnold Schönberg: Ein Überlebender aus Warschau. Dirigent: Ingo Metzmacher. EMI 5 55424 2
- Karl Amadeus Hartmann: Adagio (Sinfonie Nr. 2) und Symphonie concertante (Symphonie Nr. 5), Igor Strawinski: Sinfonie in drei Sätzen. Dirigent: Ingo Metzmacher. EMI 5 56184 2
- Karl Amadeus Hartmann: Sinfonie Nr. 3, Charles Ives: Robert Browning Overture. Dirigent: Ingo Metzmacher. EMI 5 55254 2
- Karl Amadeus Hartmann: Sinfonie Nr. 4, Olivier Messiaen: Et exspecto resurrectionem mortuorum. Dirigent: Ingo Metzmacher. EMI 7 54916 2
- Karl Amadeus Hartmann: Sinfonie Nr. 6, Anton Webern: Sechs Stücke für Orchester op. 6 (Fassung von 1928), Alban Berg: Drei Orchesterstücke op. 6. Dirigent: Ingo Metzmacher. EMI 5 55612 2
- Karl Amadeus Hartmann: Sinfonien Nr. 7 und Nr. 8. Dirigent: Ingo Metzmacher. EMI 5 56427 2
- Karl Amadeus Hartmann: Miserae und Gesangsszene , Luigi Dallapiccola: Canti di liberazione. Dirigent: Ingo Metzmacher. EMI 56468 2
- Joseph Haydn, Johann Nepomuk Hummel, Leopold Mozart, Johann Baptist Georg Neruda: Trompetenkonzerte. Dirigent: Karl-Heinz Steffens, Trompete: Gábor Tarkövi. Tudor CD 7169 SACD Hybrid
- Leoš Janáček: Sinfonietta, Taras Bulba und Suite aus Das schlaue Füchslein. Dirigent: Jonathan Nott. Tudor CD 7135 SACD Hybrid
- Paul Kletzki: Orchestervariationen op. 20, Symphonie Nr. 3 op. 31 In memoriam. Dirigent: Thomas Rösner. MIGROS 6272
- Gustav Mahler: Sinfonie Nr. 1 (Der Titan). Dirigent: Jonathan Nott. Tudor CD 7147 SACD Hybrid
- Gustav Mahler: Sinfonie Nr. 2 (Auferstehungssinfonie). Dirigent: Jonathan Nott, Sopran: Anne Schwanewilms, Alt: Lioba Braun, Chor der Bamberger Symphoniker. Tudor CD 7158 SACD Hybrid (2 CDs)
- Gustav Mahler: Sinfonie Nr. 3. Dirigent: Jonathan Nott, Mezzosopran: Mihoko Fujimura. Tudor CD 7170 SACD Hybrid (2 CDs)
- Gustav Mahler: Sinfonie Nr. 4. Dirigent: Jonathan Nott, Sopran: Mojca Erdmann. Tudor CD 7151 SACD Hybrid
- Gustav Mahler: Sinfonie Nr. 4. Dirigent: Jakub Hrůša, Sopran: Anna Lucia Richter. Accentus Music ACC30532
- Gustav Mahler: Sinfonie Nr. 5. Dirigent: Jonathan Nott. Tudor CD 7126 SACD Hybrid
- Gustav Mahler: Sinfonie Nr. 6 (Tragische). Dirigent: Jonathan Nott. Tudor CD 7191 SACD Hybrid
- Gustav Mahler: Sinfonie Nr. 7. Dirigent: Jonathan Nott. Tudor CD 7176 SACD Hybrid
- Gustav Mahler: Sinfonie Nr. 8 (Sinfonie der Tausend). Dirigent: Jonathan Nott, Solisten: Janina Baechle, Lioba Braun, Michaela Kaune, Marisol Montalvo, Manuela Uhl, Albert Dohmen, Michael Nagy, Stefan Vinke, Chor der Bamberger Symphoniker, Tschechischer Philharmonischer Chor, Windsbacher Knabenchor. Tudor CD 7192 SACD Hybrid
- Gustav Mahler: Sinfonie Nr. 9. Dirigent: Jonathan Nott. Tudor CD 7162 SACD Hybrid (2 CDs)
- Gustav Mahler: Sinfonie Nr. 9. Dirigent: Herbert Blomstedt. Accentus Music 9154444 (2 CDs)
- Gustav Mahler: The 9 Symphonies. Dirigent: Jonathan Nott. Tudor 1670
- Bohuslav Martinů. Complete Symphonies. Dirigent: Neeme Järvi. Brilliant Classics (Edel) (3 CDs)
- Felix Mendelssohn Bartholdy: Ouvertüren: Die Hochzeit des Camacho op. 10, Ein Sommernachtstraum op. 21, Meeresstille und glückliche Fahrt op. 27, Ruy Blas op. 95, Athalia op. 74 und Die Hebriden (Fingals-Höhle) op. 26. Dirigent: Claus Peter Flor. RCA Victor Red Seal 7905-2-RC
- Wolfgang Amadeus Mozart: Klavierkonzerte Vol. 1: Nr. 12 A-Dur KV 414, Nr. 14 Es-Dur KV 449, Rondo D-Dur KV 382. Dirigent: Frank Beermann, Klavier: Matthias Kirschnereit. ARTE NOVA CLASSICS 74321 72117 2
- Wolfgang Amadeus Mozart: Klavierkonzerte Vol. 2: Nr. 20 d-Moll KV 466, Nr. 18 B-Dur KV 456. Dirigent: Frank Beermann, Klavier: Matthias Kirschnereit. ARTE NOVA CLASSICS 74321 80784 2
- Wolfgang Amadeus Mozart: Klavierkonzerte Vol. 3: Nr. 19 F-Dur KV 459, Nr. 21 C-Dur KV 467. Dirigent: Frank Beermann, Klavier: Matthias Kirschnereit. ARTE NOVA CLASSICS 74321 87147 2
- Wolfgang Amadeus Mozart: Klavierkonzerte Vol. 4: Nr. 5 D-Dur KV 175, Nr. 6 B-Dur KV 238, Nr. 8 C-Dur KV 246 Lützow. Dirigent: Frank Beermann, Klavier: Matthias Kirschnereit. ARTE NOVA CLASSICS 74321 92772 2
- Wolfgang Amadeus Mozart: Klavierkonzerte Vol. 5: Nr. 11 F-Dur KV 413, Nr. 22 Es-Dur KV 482. Dirigent: Frank Beermann, Klavier: Matthias Kirschnereit. ARTE NOVA CLASSICS 74321 98337 2
- Wolfgang Amadeus Mozart: Klavierkonzerte Vol. 6: Nr. 13 C-Dur KV 415, Nr. 26 KV 537 Krönungskonzert. Dirigent: Frank Beermann, Klavier: Matthias Kirschnereit. ARTE NOVA CLASSICS 74321 98494 2
- Wolfgang Amadeus Mozart: Klavierkonzerte Vol. 7: Nr. 17 G-Dur KV 453, Nr. 9 Es-Dur KV 271 Jeunehomme. Dirigent: Frank Beermann, Klavier: Matthias Kirschnereit. ARTE NOVA CLASSICS 82876 64008 2
- Wolfgang Amadeus Mozart: Klavierkonzerte Vol. 8: Nr. 16 D-Dur KV 451, Nr. 24 c-Moll KV 491. Dirigent: Frank Beermann, Klavier: Matthias Kirschnereit. ARTE NOVA CLASSICS 82876 64011 2
- Wolfgang Amadeus Mozart: Klavierkonzerte Vol. 9: Nr. 15 B-Dur KV 450, Nr. 23 A-Dur KV 488. Dirigent: Frank Beermann, Klavier: Matthias Kirschnereit. ARTE NOVA CLASSICS 82876 64014 2
- Wolfgang Amadeus Mozart: Klavierkonzerte Vol. 10: Nr. 25 C-Dur KV 503, Nr. 27 B-Dur KV 595, Rondo A-Dur KV 386. Dirigent: Frank Beermann, Klavier: Matthias Kirschnereit. ARTE NOVA CLASSICS 82876 64016 2
- Wolfgang Amadeus Mozart: Klavierkonzerte Vol. 1–10. Dirigent: Frank Beermann, Klavier: Matthias Kirschnereit. ARTE NOVA CLASSICS 82876 82576 2
- Wolfgang Amadeus Mozart: Sinfonien Nr. 33 und Nr. 36 (Linzer). Dirigent: Eugen Jochum. Eurodisc 610 278-231
- Wolfgang Amadeus Mozart: Sinfonien Nr. 39 und Nr. 40. Dirigent: Eugen Jochum. Orfeo C 045 901 A
- Wolfgang Amadeus Mozart: Sinfonie Nr. 41 (Jupiter) und Maurerische Trauermusik. Dirigent: Eugen Jochum. Orfeo C 045 902 A
- Joseph Joachim Raff: Cellokonzerte Nr. 1 & 2, Begegnung, Duo op. 59. Dirigent: Hans Stadlmair. Violoncello: Daniel Müller-Schott. Klavier: Robert Kulek. Tudor CD 7121
- Joseph Joachim Raff: Sinfonie Nr. 1 (An das Vaterland). Dirigent: Hans Stadlmair. Tudor CD 7099
- Joseph Joachim Raff: Sinfonie Nr. 2, Suite für Orchester (Aus Thüringen). Dirigent: Hans Stadlmair. Tudor CD 7102
- Joseph Joachim Raff: Sinfonie Nr. 3 (Im Walde), Italienische Suite für Orchester. Dirigent: Hans Stadlmair. Tudor CD 7088
- Joseph Joachim Raff: Sinfonie Nr. 4 op. 4, Ouvertüren: Benedetto Marcello, Dame Kobold, Die Parole, Konzert-Ouvertüre op. 123. Dirigent: Hans Stadlmair. Tudor CD 7113
- Joseph Joachim Raff: Sinfonie Nr. 5 (Lenore), Orchester-Suite Nr. 1 op. 101. Dirigent: Hans Stadlmair. Tudor CD 7077
- Joseph Joachim Raff: Sinfonie Nr. 6, Suite Nr. 2 (In ungarischer Weise). Dirigent: Hans Stadlmair. Tudor CD 7108
- Joseph Joachim Raff: Sinfonie Nr. 7 (In den Alpen), Chaconne, Abends (Rhapsodie). Dirigent: Hans Stadlmair. Tudor CD 7117
- Joseph Joachim Raff: Sinfonie Nr. 8 (Frühlingsklänge), Sinfonie Nr. 10 (Zur Herbstzeit). Dirigent: Hans Stadlmair. Tudor CD 7127
- Joseph Joachim Raff: Sinfonie Nr. 9 (Im Sommer), Sinfonie Nr. 11 (Der Winter). Dirigent: Hans Stadlmair. Tudor CD 7120
- Joseph Joachim Raff: Sinfonien Nr. 1–11, 4 Suiten für Orchester, 4 Ouvertüren: Benedetto Marcello, Dame Kobold, Die Parole, Concert-Ouvertüre, Chaconne, Rhapsodie: Abends. Dirigent: Hans Stadlmair. Tudor CD 1600 9 CD-Box
- Joseph Joachim Raff: 4 Shakespeare-Ouvertüren: Der Sturm, Othello, Macbeth, Romeo und Julia. Dirigent: Hans Stadlmair. Tudor CD 7128
- Joseph Joachim Raff: Violinkonzerte Nr. 1 & 2, Cavatina, Ungarischer (à la Hongroise). Dirigent: Hans Stadlmair, Violine: Michaela Paetsch Neftel. Tudor CD 7086
- Max Reger: Eine Ballett-Suite op. 130; Variationen und Fuge über ein Thema von Mozart op. 132 für Orchester. Dirigent: Joseph Keilberth. Warner 0190295974824
- Max Reger: Orchestral Edition. Symphonic Choral Works. Orchestral Songs. Inhalt: Variationen und Fuge über ein Thema von Beethoven op. 86 für Orchester; Sinfonietta A-Dur op. 90; Suite im alten Stil F-Dur op. 93 (Orchesterfassung); Serenade G-Dur op. 95; Variationen und Fuge über ein Thema von Joh. Ad. Hiller op. 100 für Orchester; Violinkonzert A-Dur op. 101; Der 100. Psalm op. 106; Die Nonnen op. 112; Klavierkonzert f-Moll op. 114; Die Weihe der Nacht op. 119; Eine Lustspielouvertüre op. 120; Konzert im alten Stil op. 123; An die Hoffnung op. 124; Eine Ballett-Suite op. 130; Variationen und Fuge über ein Thema von Mozart op. 132 für Orchester; Weihegesang WoO V/6; Sinfonische Rhapsodie für Violine und Orchester, fortgeführt von Florizel von Reuter WoO I/10; Scherzino C-Dur WoO I/6 für Streicher und Horn; Orchesterlieder. Dirigent: Horst Stein, Alt: Lioba Braun, Ursula Kunz, Klavier: Gerhard Oppitz, Violine: Walter Forchert, Horn: Marie Luise Neunecker. Koch Schwann/Deutsche Grammophon 479 9983 (12 CDs)
- Hans Rott: Symphonie Nr. 1, Gustav Mahler: Blumine, Anton Bruckner: Symphonisches Präludium, Dirigent: Jakub Hrůša. Deutsche Grammophon 143056
- Camille Saint-Saëns: Suite für Violoncello und Orchester op. 16, Romanze op. 36; Antonín Dvořák: Konzert für Violoncello und Orchester h-Moll op. 104. Dirigent: Sebastian Tewinkel, Violoncello: Maximilian Hornung. Sony 88697749252
- Schelomo – Rhapsodie hébraique pour Violoncelle Solo et Grand Orchestre. Cello: Ulrich Witteler, Dirigent: Jakub Hruša. GENUIN, 2023[52]
- Franz Schubert: Sinfonien Nr. 1, Nr. 3 und Nr. 7 (Unvollendete). Dirigent: Jonathan Nott. Tudor CD 7141 SACD Hybrid
- Franz Schubert: Sinfonien Nr. 2 und Nr. 4 (Tragische). Dirigent: Jonathan Nott. Tudor CD 7142 SACD Hybrid
- Franz Schubert: Sinfonien Nr. 5 und Nr. 6 (Kleine C-Dur). Dirigent: Jonathan Nott. Tudor CD 7143 SACD Hybrid
- Franz Schubert: Sinfonie Nr. 8 (Große C-Dur). Dirigent: Jonathan Nott. Tudor CD 7144 SACD Hybrid
- Schubert Dialog: Jörg Widmann: Lied für Orchester, Wolfgang Rihm: Erscheinung, Bruno Mantovani: Mit Ausdruck, Dieter Schnebel: Schubert-Phantasie. Dirigent: Jonathan Nott. Tudor CD 7132
- Schubert Epilog: Luciano Berio: Rendering, Aribert Reimann: Metamorphosen, Hans Werner Henze: Der Erlkönig, Kurt Schwertsik: Epilog zu „Rosamunde“, Hans Zender: Schubert-Chöre 1-4. Dirigent: Jonathan Nott. Tudor CD 7131
- Franz Schubert: Sinfonien Nr. 1–8, Dialog, Epilog. Dirigent: Jonathan Nott. Tudor CD 1610 SACD, 6 CD-Box Limited Edition
- Franz Schubert: Die 8 Sinfonien. Dirigent: Jonathan Nott. Tudor CD 1660 SACD Hybrid 4 CD-Box
- Clara Schumann: Klavierkonzerte op. 7, Klaviertrio op. 17, Romanzen op. 22. Dirigent: Joseph Silverstein, Klavier: Veronica Jochum, Violine: Joseph Silverstein, Violoncello: Colin Carr. Tudor CD 788
- Schumann, Madsen, Mozart – Werke für vier Hörner und Orchester. german hornsound, Dirigent: Michael Sanderling. GENUIN, 2015[53]
- Robert Schumann: Werke für Klavier and Orchester. Dirigent: Marc Andreae, Klavier: Gerhard Oppitz. Tudor CD 7181 SACD Hybrid
- Robert Schumann: Sinfonien Nr. 1–4. Dirigent: Christoph Eschenbach. Virgin Classics 7243 5 61884 2 6
- Bedřich Smetana: Die verkaufte Braut. Dirigent: Rudolf Kempe. Mit Fritz Wunderlich u. a. EMI 3818722
- Bedřich Smetana: Má Vlast. Dirigent: Jakub Hrůša. Tudor CD 7196 SACD Hybrid
- Bedřich Smetana: Má Vlast, Dirigent: Jakub Hrůša, Direct-To-Disc Recording, Limited Edition, Accentus Music
- Hans Sommer: Sapphos Gesänge op. 6, Orchesterlieder (Dahn/Goethe). Dirigent: Sebastian Weigle, Mezzosopran: Elisabeth Kulman, Bariton: Bo Skovhus, Tudor CD 7178 SACD Hybrid.
- Louis Spohr: Klarinettenkonzerte Nr. 3 & 4, Potpourri op. 80. Dirigent: Hans Stadlmair, Klarinette: Eduard Brunner. Tudor CD 7043
- Louis Spohr: Klarinettenkonzerte Nr. 1 & 2, Alruna-Variationen. Dirigent: Hans Stadlmair, Klarinette: Eduard Brunner. Tudor CD 7009
- Richard Strauss: Till Eulenspiegels lustige Streiche, Walzerfolgen aus Der Rosenkavalier, Don Juan. Dirigent: Eugen Jochum. BMG 74321 21287 2
- Igor Strawinsky: Le sacre du Printemps, Sinfonie in drei Sätzen. Dirigent: Jonathan Nott. Tudor CD 7145 SACD Hybrid
- Richard Wagner: Opernauszüge. Dirigent: Jonathan Nott, Tenor: Klaus Florian Vogt, Sopran: Camilla Nylund. SONY 88725471692
- Carl Maria von Weber: Klarinettenkonzerte 1 & 2, Concertino. Dirigent: Radoslaw Szulc, Klarinette: Karl-Heinz Steffens. Tudor CD 7159 SACD Hybrid
- Charles-Marie Widor: Symphonie Nr. 3 op. 69 für Orgel und Orchester, Symphonie VII für Orgel solo op. 42 Nr. 3. Dirigent: Stefan Solyom, Orgel: Christian Schmitt. cpo 777 678-2
- Böhmen liegt in uns. Warum der Klang der Bamberger Symphoniker die Menschen ergreift. Ein Hörbuch mit den Stimmen von Nora Gomringer, Jens Harzer und Meike Rötzer. Accentus Music ACC30534 (4 CDs)

## Auszeichnungen
- 1996: ECHO-Klassik-Preis in der Kategorie „Musik des 20. Jahrhunderts“. Karl Amadeus Hartmann: Symphonien Nr. 1–8 u. a., Dirigent: Ingo Metzmacher. EMI 5 56911 2 (3 CDs)
- 1997: ECHO Klassik-Preis in der Kategorie „Konzerteinspielung des Jahres“. Karol Szymanowski: Symphonie Nr. 4 op. 60 für Klavier und Orchester („Sinfonia concertante“), Witold Lutosławski: Konzert für Klavier und Orchester. Dirigent: James Judd, Klavier: Ewa Kupiec. Koch Classics 364142 H1
- 2002: ECHO Klassik-Preis für Richard Strauss: Klavierkonzert für die linke Hand, Parergon zur „Symphonia domestica“, Panathenäenzug. Dirigent: Karl Anton Rickenbacher, Klavier: Anna Gourari. Universal/KOCH Schwann 365 712
- 2009: Internationaler Schallplattenpreis „Toblacher Komponierhäuschen“ in der Kategorie B (Neuproduktionen) für Gustav Mahler: Symphonie Nr. 9. Dirigent: Jonathan Nott. Tudor CD 7162 SACD Hybrid (2 CDs)
- 2009: Die Neue Zürcher Zeitung schrieb der Aufnahme von Gustav Mahlers Sinfonie Nr. 9 eine Ausnahmestellung unter den Einspielungen dieses Werks zu. In einem Ranking des französischen Klassik-Magazins Classica landete die gleiche CD unter acht ausgewählten Aufnahmen auf dem 2. Platz.
- 2010: MIDEM Classical Award in der Kategorie „Symphonic Works“ für Gustav Mahler: Symphonie Nr. 9. Dirigent: Jonathan Nott. Tudor CD 7162 SACD Hybrid (2 CDs)
- 2012: ECHO Klassik in der Sparte Konzerteinspielung des Jahres (19. Jh.)/Cello mit Maximilian Hornung (Cello) und dem Album Saint-Saëns: Suite und Romanze & Dvořák: Cellokonzert, erschienen bei Sony Classical.[54]
- 2013: ECHO Klassik in der Sparte Konzerteinspielung des Jahres (Musik des 19. Jh.) für die Aufnahme der Widor-Orgelsinfonien opp. 42,3 und 69.[55]
- 2014: Aufsteiger des Jahres, Cicero
- 2018: Bestes Konzertprogramm 2017/18, Deutscher Musikverleger-Verband
- 2019: Publikum des Jahres, concerti
- 2020: Bayerischer Staatspreis für Musik, Professionelles Musizieren
- 2020: Jahrespreis der Deutschen Schallplattenkritik für Gustav Mahler: Symphonie Nr. 9. Dirigent: Herbert Blomstedt (Accentus Music).
- 2022: International Classical Music Award (ICMA) in der Kategorie symphonische Musik für Bruckner 4 – The 3 Versions. Dirigent: Jakub Hrůša (Accentus Music)
- 2023: International Classical Music Award (ICMA) in der Kategorie symphonische Musik für Hans Rott: Symphony No. 1, Mahler: Blumine, Bruckner: Symphonisches Präludium. Dirigent: Jakub Hrůša (Deutsche Grammophon)

## Einordnung und Rezeption
Die Bamberger Symphoniker sind das einzige Orchester mit Weltruf, das nicht in einer Metropole, sondern in einer Mittelstadt beheimatet ist, und sich durch seine stete Reisetätigkeit ein Renommee als Tourneeorchester verdient hat. „Resonating worldwide“ lautet so auch der Leitspruch des Orchesters. Seinen Ruf festigte der Klangkörper seit 1946 durch seinen charakteristischen dunklen, runden und strahlenden Klang. Mit rund 7500 Konzerten in über 500 Städten und 64 Ländern der Erde (Stand: 06/2024) agieren die Bamberger Symphoniker als „Kulturbotschafter Bayerns“ in der Welt.
Im Jahr 2004 erhielten sie den Rang eines Staatsorchesters. Im Januar 2009 listete die Zeitschrift Focus die Bamberger Symphoniker unter den zehn führenden Symphonieorchestern Deutschlands auf Rang 6. Im Januar 2014 zählte das Magazin Cicero die Symphoniker zu den „Aufsteigern des Jahres“. 2018 wurde das Orchester vom Deutschen Musikverleger-Verband (DMV) mit dem Preis für das „Beste Konzertprogramm“ der Saison 2017/18 ausgezeichnet. In den Jahren 2022 und 2023 gewann das Orchester die International Classical Music Awards. Das Orchester gilt als eines der besten Mahler-Orchester der Erde und Orchester von Weltrang.